# Halit Ergenç
Halit Ergenç, né le 30 avril 1970 à Istanbul, est un acteur turc. Il a notamment tenu le rôle de Onur et/ou le sultan Soliman le Magnifique (sultan suleyman). Il est marié avec Berguzar Korel et a un fils qui s'appelle Ali.

## Filmographie
- 1996 : Tatlı Kafka
- 1996 : Kara Melek
- 1997 : Böyle mi Olacaktı
- 1998 : Gurbetçiler
- 2000 : Ölümün El Yazısı
- 2000 : Hiç Yoktan Aşk
- 2001 : Dedem, Gofret ve Ben
- 2002 : Kumsaldaki İzler
- 2002 : Zeybek Ateşi
- 2002 : Azad
- 2002 : Zerda
- 2003 : Baba (série télévisée)
- 2003 : Esir Şehrin İnsanları
- 2003 : Okul
- 2004 : Aliye
- 2005 : The Net 2.0
- 2005 : Babam ve Oğlum
- 2006 : İlk Aşk
- 2006 : Binbir Gece (série télévisée)
- 2008 : Devrim Arabaları
- 2009 : Acı Aşk
- 2010 : Dersimiz Atatürk
- 2010 : Misafir
- 2011 : Muhteşem Yüzyıl (série télévisée)
- 2016 : Ali and Nino d'Asif Kapadia.                                                        *2017 : Vatanım Sensin (Ma patrie,c’est toi) Necati Şafin saison 1 et Uygar Şasşmaz saison 2